# آفریکا کورپس
سپاه آفریقای آلمان (به آلمانی: Deutsches Afrikakorps یا به‌اختصار DAK)، که بیشتر با نام «آفریکا کورپس» شناخته می‌شود، نیروی اعزامی آلمان به شمال آفریقا در جریان کارزار شمال آفریقا در جنگ جهانی دوم بود. این نیرو ابتدا در اسفند ۱۳۱۹ (مارس ۱۹۴۱) به‌عنوان نیروی پشتیبان برای تقویت دفاع ایتالیا از مستعمراتش در آفریقا فرستاده شد، اما تا اردیبهشت ۱۳۲۲ (مه ۱۹۴۳) در جبهه آفریقا باقی ماند و با نام‌ها و ساختارهای مختلف به جنگ ادامه داد. مشهورترین فرمانده این نیرو، فیلدمارشال اروین رومل بود که به‌دلیل توانایی‌اش در فرماندهی نیروهای زرهی، لقب «روباه صحرا» (der Wüstenfuchs) را گرفت.
در ابتدا هدف عمده از ایجاد و اعزام این سپاه به جبهه شمال آفریقا کمک به ایتالیا بود. این سپاه بخشی از فرماندهی نیروهای محور در شمال آفریقا بود.